# Quartett (1981)
Quartett (Originaltitel: Quartet) ist ein britisch-französischer Film aus dem Jahre 1981. Regie führte James Ivory. Die literarische Vorlage ist der gleichnamige Roman von Jean Rhys aus dem Jahre 1928.

## Handlung
Der Film spielt im Paris des Jahres 1927. Nachdem Stephane, ein polnischer Kunsthändler, wegen des Verdachts gestohlene Kunstwerke verkauft zu haben, verhaftet wird, gerät seine Frau Marya an das Ehepaar Heidler, das die von nun an mittellose Frau bei sich aufnimmt.
H.J. Heidler zwingt Marya in eine Beziehung mit ihm und sie nimmt an dessen dekadentem Pariser Alltag teil.
Da Marya aber immer noch darauf hofft, dass Stephane entlassen wird und sie wieder mit ihm zusammenleben kann, zieht sie in ein Hotel.
Als Stephane schließlich unter der Bedingung Frankreich verlassen zu müssen, entlassen wird, ist Marya noch unschlüssig, ob sie sich für die Heidlers oder Stephane entscheiden soll. Schließlich wird sie von Stephane verlassen.

## Kritik
„[…] der Film lebt von der ausführlich geschilderten, opulent in Szene gesetzten Eleganz sowie der Beschreibung gesellschaftlicher Dekadenz, zu der er nur wenig Distanz einnimmt.“